# C9H6N2
化学式C9H6N2（摩尔质量：142.16 g/mol）可以指：
- 4-氰基苯乙腈，CAS号：876-31-3
- 5-氰基吲哚，CAS号：15861-24-2

|  | 这个同类索引页列出了具有相同分子式的化学物（即同分異構體）条目。 除非您是有意链接至本页，否则应将相应条目的内部链接指向正确的条目。 |